# توم تيت
توم تيت (بالإنجليزية: Tom Tate)‏ هو سياسي أسترالي، ولد في 15 يناير 1959 في فيينتيان في لاوس. حزبياً، نشط في الحزب الليبرالي الأسترالي. وقد انتخب Mayor of the Gold Coast ‏ (28 أبريل 2012 – ).

## وصلات خارجية
- الموقع الرسمي